# Pardosa mulaiki
Pardosa mulaiki là một loài nhện trong họ Lycosidae.
Loài này thuộc chi Pardosa. Pardosa mulaiki được Willis J. Gertsch miêu tả năm 1934.